# Amor Gitano

Amor Gitano est une chanson du chanteur mexicain Alejandro Fernández et de la chanteuse américaine de R&B Beyoncé. Elle est issue de l'album studio de Alejandro Fernández, Viento a favor et sur l'album B'Day de Beyoncé. Elle est sortie le 12 février 2007.
La chanson devient un succès fulgurant en Espagne où il atteint la première place du classement national des meilleures ventes de singles mais aussi le classement des meilleures ventes de l'année 2007.

## Classements et certifications

### Classements
| Classements (2007)                     | Max. position |
| -------------------------------------- | ------------- |
| Espagne Singles Chart                  | 1             |
| Espagne Download Chart                 | 1             |
| États-Unis - Billboard Latin Pop Songs | 23            |

### Classements de fin d'année
| 2007                   | Max. position |
| ---------------------- | ------------- |
| Espagne Singles Chart  | 1             |
| Espagne Ringtone Chart | 1             |

### Certifications
| Pays (association)   | Format          | Certification |
| -------------------- | --------------- | ------------- |
| Espagne (PROMUSICAE) | Téléchargements | 8× Platine    |
| Espagne (PROMUSICAE) | Sonneries       | 16× Platine   |